# Илиан Стоянов – Коловати
Илиàн Стоя̀нов (прякор Коловати) е бивш български футболист, защитник.

## Кариера
Юноша на ЦСКА, играе като защитник, дебютира за ЦСКА през 1995, а през 1996 преминава във Велбъжд Кюстендил. През 2000 преминава в Левски. С Левски печели титли през 2000/01 и 2001/02, както и три купи на България през 2001/02, 2002/03 и 2004/2005. Присъединява се към японския Джеф Юнайтед през 2005, прекарва успешен първи сезон в новия си отбор и спомага в спечелването на Ямазаки Набиско Куп (Купа на Японската Лига). Това е първият трофей в историята на клуба. През следващия сезон отборът му Джеф отново вдига тази купа с негова помощ. През юни 2007 дава интервю, в което остро критикува треньора на Джеф Амар Осим, в резултат, на което договорът му е едностранно прекратен от страна на клуба. През август 2007 подписва договор със Санфрече Хирошима Япония. Отборът не успява да се спаси от изпадане, но той помага на отбора да стане финалист за Купата на Императора. През март 2008 той вдига трета японска купа – Суперкупата на Япония. От началото на сезон 2011 е част от редиците на Фагиано Окаяма Япония.
Той е част от Българския Национален отбор през 2004, който се класира на първо място в 8 квалификационна група. На Евро 2004 българите отпадат в първия рунд, последни в група C. Изиграва 40 мача за националния отбор на България.